# Izodom 2000 Polska
Izodom 2000 Polska Sp. z o.o. – przedsiębiorstwo zostało założone w 1990 roku, zajmuje się produkcją kształtek styropianowych dla budownictwa, specjalistycznych płyt dociepleniowych oraz innych elementów z tworzyw piankowych. Jest to przedsiębiorstwo z wyłącznie polskim kapitałem.

## Działalność
Przedsiębiorstwo posiada własny zakład produkcyjny, powierzchnie magazynowe, a także laboratorium badawcze zlokalizowane w Zduńskiej Woli. 
Firma eksportuje większość produkowanych przez siebie wyrobów. Główne rynki zbytu to kraje Unii Europejskiej, Zjednoczone Emiraty Arabskie, Maroko, Rosja i Ukraina.

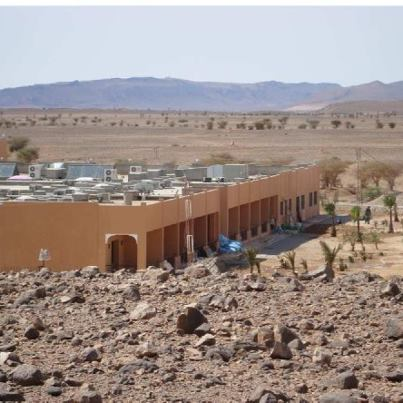
Pałac rodziny królewskiej w Maroku zrealizowany z pustaków wyprodukowanych przez firmę

## System Izodom
System budowy domów opracowany oraz propagowany przez Izodom 2000 Polska w swojej idei odpowiada metodzie szalunku traconego, natomiast innowacyjność rozwiązań przyjętych przez przedsiębiorstwo sprowadza się do sposobu łączenia ze sobą kolejnych pustaków. Za sprawą wypustek, które znajdują się na każdym elemencie systemu, budowanie domu z jego wykorzystaniem przypomina budowę z klocków (w przypadku ścian) oraz z puzzlami w przypadku płyt fundamentowych i dachowych.

## Nagrody oraz wyróżnienia
- Pierwsza nagroda w kategorii „Małe Przedsiębiorstwo Eksportujące” przyznana przez Ministerstwo Gospodarki i Polską Fundację Promocji i Rozwoju Małych i Średnich Przedsiębiorstw w roku 2000.
- Nominacja do Nagrody Gospodarczej Prezydenta Rzeczypospolitej Polskiej w Kategorii Małe Polskie Przedsiębiorstwo – firma wybrana spośród trzech i pół miliona Małych Firm.
- Złota odznaka honorowa „Zasłużony dla Budownictwa i Przemysłu Materiałów Budowlanych” – przyznana przez Ministerstwo Gospodarki Przestrzennej i Budownictwa w roku 1995.
- Certyfikat „Solidny Partner” poświadczający rzetelność, uczciwość i terminowość w biznesie.
- Nagroda Grand Prix XVI Targów Budownictwa Gryf Bud – pustaki styropianowe z serii „King Blok” i „Super King Blok”.
- Pierwsza Nagroda – Złoty Kask przyznana przez Polską Izbę Przemysłowo-Handlową Budownictwa.
- III Nagroda Brązowy Kask przyznana przez Polską Izbę Przemysłowo-Handlową Budownictwa.
- Wyróżnienie Białoruskiej Izby Przemysłowo-Handlowej Budownictwa za oryginalność, jakość i asortyment wyrobów.
- Certyfikat GreenEvo przyznany przez Ministra Środowiska.
- Wyróżnienie godłem promocyjnym Teraz Polska za technologię wykonywania budynków niskoenergetycznych
- Wyróżnienie Komisji Europejskiej
- Certyfikat Niemieckiego Instytutu Domów Pasywnych w Darmstadt